# Interstate 99
I-99 eller Interstate 99 är en amerikansk väg, Interstate Highway.

## Delstater vägen går igenom
- Pennsylvania